# أرتور مارتيني
أرتور مارتيني (بالإيطالية: Arturo Martini)‏ (و. 1889 – 1947 م) هو نحات، ورسام، ونقاش من إيطاليا، ومملكة إيطاليا، ولد في تريفيزو، توفي في ميلانو، عن عمر يناهز 58 عاماً.

## روابط خارجية
- أرتور مارتيني على موقع الموسوعة البريطانية (الإنجليزية)